# 학전층
학전층(Hagjeon Formation)은 대한민국 포항 분지 내 분포하는 신생대 제3기 마이오세의 퇴적암 지층이다.

## 개요
학전층은 천북 역암층을 정합으로 덮으며 흥해층, 이동층 및 천곡사층 등 기존의 지층들을 통합한 지층으로 두께는 약 280~400 m이다. 주로 (암)회색의 사암과 이암으로 구성되며 상부에는 간혹 분급이 불량한 역암층들이 렌즈상으로 협재된다. 전반적으로 사암 및 이암의 층리는 매우 불량하며 전체적인 암상의 수평적, 수직적 변화가 심하여 지층의 연속성을 확인하기가 쉽지 않다.

## 화석 연구
- 윤선(1976)은 학전층에서 Acesta sp., Saxidomus cf. nuttalli (Conrad, 1897)의 화석을 발견하였다.[2]
- 정규귀(1993)는 학전층에서 산출하는 유공충 군집화석을 분석하고, 학전층 퇴적 당시의 수심은 반심해대(-500~1500 m)이며 형산강 이남 지역의 수심이 대체로 깊었고 유공충 화석이 난류종과 한류종이 공존하는 특성을 보여 포항 분지 퇴적 당시 난류와 한류가 만나는 혼합수역에 있었다고 추정했다.[3]
- 윤선 외(2014)는 학전층 내 22개 지점에서 슬럼프(slump) 구조를 발견하고 이를 습곡형, 단층형, 파편형으로 구분하였다. 이로부터 학전층은 해저사면에 퇴적된 것으로 해석하였다.[4]
- 고영구(2006)는 포항 분지 북부의 청하면과 송라면 일대의 연일층군 학전층과 두호층에서 2속 5종의 아케오모나드, 이들 외에 3가지 유형의 스토마토시스트로 생각되는 포낭류 화석, 3속 5종의 내골격 와편모조류 및 11속 18종의 에브리디안 화석들을 산출하였다. 학전층에서는 Archaeomonas mamilloosa 83개체, Archaeomonas cf. A. cratera 4개체, Archaeomonas areolata 3개체, Archaeosphaeridium tasmanae 8개체, Archaeosphaeridium pachyceros 89개체, Actiniscus elongatus 3개체, Actiniscus pentasterias 194개체, Actiniscus tetrasterias 1개채, Carduifolia gracilis 12개체 등이 발견되었다.[5]
- 성미나 외(2009)는 연일층군의 두호층(8개체)과 학전층(32개체)으로부터 총 40점의 거미불가사리 화석을 채집하였다. 화석은 학전층에서 더 많이 나왔지만 보존 상태는 두호층의 것이 더 좋은데 그 이유는 학전층이 상대적으로 불안정한 고에너지의 퇴적환경이었으며 개체수가 더 많은 이유는 학전층의 거미불가사리들이 상대적으로 얕은 수심에 많이 모여 살았기 때문인 것으로 추정된다. 전체적으로 보존 상태가 불량하여 종의 감정은 못하였다.[1]
- 김덕환과 이성주(2011)는 포항 제4 산업단지의 학전층과 장량지구 및 용한리의 두호층에서 약 500개체의 가리비 화석을 산출하였다. 학전층의 가리비 화석은 주로 암회색 사암과 이암에서 산출되며 소형 210개체, 중형 4개체, 대형 28개체[6]
- 성미나(2012)는 포항시 남구 대송면에 위치한 제4 산업단지 지역 내의 학전층과 포항 북부 흥해읍 우목리 지역의 두호층에서 약 50여 점의 거미불가사리 화석을 채집하였다. 학전층의 거미불가사리 화석은 대부분 중심판으로부터 분리된 팔의 조각들이 대부분이며, 팔이 중심판에 붙어 있는 완전한 형태의 거미불가사리 화석은 2개체 뿐이다.[7]
- 공달용과 이성주(2012)는 포항 제4 산업단지의 학전층에서 121개체, 북부해수욕장 부근의 두호층에서 5개체 총 126개체의 굴족류 화석을 산출하였다. 학전층의 사암층에서는 Fissidentalium yokoyamai (Makiyama, 1931, 51개체), Fissidentalium sp. A (31개체), Rhabdus sp. A (38개체), Rhabdus sp. B (2개체)가 발견되었다.[8]
- 이봉주(2015)는 두호층과 학전층에서 온전한 형태의 거미불가사리 화석군집과 성게 화석군집을 발견하였다. 학전층에서 152개체의 성게화석이 나왔다.[9]
- 고영구와 오강호(2021)는 연일층군 학전층과 두호층이 분포하는 흥해읍 덕장리와 청하면 청진리의 3개 지점에서 고해양환경 연구를 위해 규조토와 이암 시료를 채취하였다. 해면침골과 식물규소체 형들의 산출에서 이 지역의 연일층군은 주변 육지에 다양한 식생이 분포하고 해수에 의한 이송이 활발했던 연근해 환경에서 퇴적되었던 것으로 추정된다.[10]

## 같이 보기
- 한국의 지질
- 포항 분지 연일층군
- 포항시의 지질
- 천북 역암층
- 두호층
- 학전층